# Fracción la Angostura Norte
Fracción la Angostura Norte är en ort i Mexiko.   Den ligger i kommunen San Luis Potosí och delstaten San Luis Potosí, i den centrala delen av landet, 400 km nordväst om huvudstaden Mexico City. Fracción la Angostura Norte ligger 1 887 meter över havet och antalet invånare är 561.
Terrängen runt Fracción la Angostura Norte är huvudsakligen platt, men västerut är den kuperad. Terrängen runt Fracción la Angostura Norte sluttar österut. Runt Fracción la Angostura Norte är det tätbefolkat, med 591 invånare per kvadratkilometer. Närmaste större samhälle är San Luis Potosí, 7,1 km söder om Fracción la Angostura Norte. Runt Fracción la Angostura Norte är det i huvudsak tätbebyggt.